# Simon & Garfunkel
Simon & Garfunkel foi uma dupla norte-americana de folk composta pelos cantores e compositores Paul Simon e Art Garfunkel. Eles formaram o grupo Tom & Jerry em 1957 e com o nome emplacaram seu primeiro sucesso com o single "Hey, Schoolgirl". A dupla alçou fama em 1965 como Simon & Garfunkel na esteira do sucesso de "The Sound of Silence".
Eles são mais conhecidos por suas harmonias vocais, e estão entre os artistas mais populares da década de 1960. Seus maiores sucessos – entre eles "The Sound of Silence" (1964), "I Am a Rock" (1965), "Homeward Bound" (1965), "Scarborough Fair/Canticle" (1966), "A Hazy Shade of Winter" (1966), "Mrs. Robinson" (1968), "Bridge over Troubled Water" (1969), "The Boxer" (1969) e "Cecilia" (1969) – alcançaram a primeira colocação em diversas paradas musicais. A dupla foi premiada com vários Grammys, e foi incluída no Hall da Fama do Rock and Roll em 1990, e no Hall da Fama da Música de Long Island em 2007.
Seu relacionamento por vezes conturbado fez com que seu último álbum, Bridge Over Troubled Water, fosse adiado várias vezes devido a desentendimentos artísticos, o que acabou resultando na separação da dupla em 1970. Este foi seu álbum de maior sucesso, alcançando o primeiro lugar de vendas em diversos países, incluindo os Estados Unidos, e recebendo a certificação de platina óctupla da Recording Industry Association of America. Desde então eles têm se reunido esporadicamente, a ocasião mais famosa sendo para um concerto no Central Park que atraiu mais de 500,000 pessoas, fazendo deste o sétimo evento musical mais assistido na história da música. 

## História

### Sound of Silence

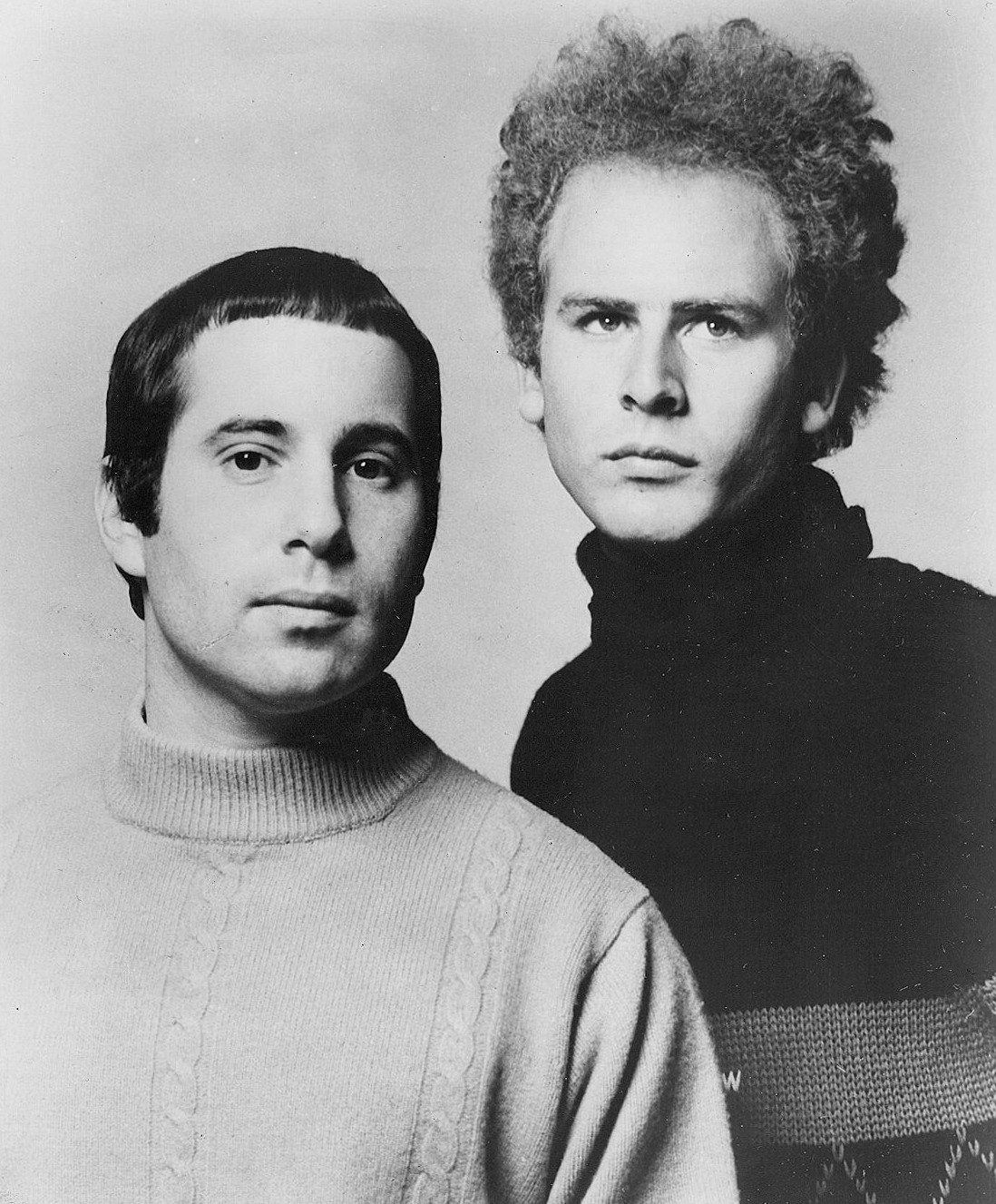
Simon e Garfunkel em 1968

Aproveitando a onda folk da época, lançaram pela gravadora Columbia um álbum acústico em 1964, que não teve repercussão. Reunia canções folk tradicionais como "Pretty Peggie-O", espirituais como "Go tell in the Mountain" e canções de Simon, como a conhecida "The Sound of Silence", já com as belas e características harmonias vocais da dupla. Como venderam muito pouco, Paul Simon foi tentar a sorte no circuito folk inglês e ao retornar à América em 1965, encontrou "The Sound of Silence", lançada em single, com acompanhamento de baixo, guitarra e bateria, agora conhecida no circuito musical. A gravadora acrescentara estes instrumentos à gravação acústica de 1964 e transformou-o num clássico do folk-rock. 
Reencontrando-se com Garfunkel, Paul Simon entrou rapidamente em estúdio para gravar um novo álbum, desta vez com instrumentos elétricos e devidamente chamado The Sound of Silence. Aproveitaram canções que Paul Simon vinha compondo de longa data e chegaram ao sucesso. Entre seus hits históricos estão: "I Am A Rock", "Richard Cory", "America", "The boxer", "Cecilia", entre outras. Contribuíram com diversas canções para a trilha sonora do filme A Primeira Noite de um Homem (The Graduate), em 1968, em especial "Mrs.Robinson", que representou o auge do sucesso da dupla.

### Separação
Ao mesmo tempo, a relação de Simon & Garfunkel começou a desgastar-se. Seu último álbum, Bridge Over Troubled Water, de 1970, foi marcado por desavenças devido a diferenças artísticas entre ambos. A canção-título foi um sucesso espetacular e a separação que veio logo em seguida foi lamentada pelos fãs. Contudo, em meados dos anos de 1970, reataram a amizade e chegaram a colaborar mutuamente em músicas solo de cada um. Em 1981 reencontraram-se para um megaconcerto no Central Park de Nova York que foi assistido por cerca de 500.000 pessoas, rendendo um álbum duplo ao vivo.

### A volta
Segundo a Rádio britânica BBC de Nova York, depois de um show que aconteceu em 13 de fevereiro de 2009 o cantor Garfunkel disse que está planejando uma turnê junto com Simon.
A entrevista aconteceu logo após uma apresentação no Beacon Theatre, onde Simon fez uma entrada surpresa durante a apresentação, a dupla não se reunia desde 2004, cantaram juntos sucessos como: "The Sound of Silence", "The Boxer" e "Old Friends".

### Alma artística de Nova York
Em Nova York, os fãs antigos da dupla dizem que eles estão para a cidade como Os Beatles estão para Liverpool e Tom Jobim para o Rio de Janeiro. Simon e Garfunkel são filhos da classe média judaica do Brooklyn, norte-americanos de terceira geração.
Suas canções remetem frequentemente a referências nova-iorquinas, como a Ponte da Rua 59 ("Feeling Groove, The 59th Street Bridge"), as tortas deliciosas de Mrs Wagner ("America"), a Estátua da Liberdade ("American Tune"), a vida de um batalhador urbano em "The Boxer" e o cebolão rodoviário  que interliga NY-New Jersey, em "America".

## Discografia

### Álbuns de estúdio
- 1964 – Wednesday Morning, 3 A.M.
- 1966 – Sounds of Silence
- 1966 – Parsley, Sage, Rosemary and Thyme
- 1968 – Bookends
- 1970 – Bridge Over Troubled Water

### Álbuns ao vivo
- 1982 – The Concert in Central Park
- 2002 – Live From New York City, 1967
- 2004 – Old Friends Live on Stage
- 2008 – Live 1969

### Coletâneas
- 1972 Simon and Garfunkel's Greatest Hits
- 1981 Collected Works
- 1981 The Simon and Garfunkel Collection
- 1991 20 Greatest Hits
- 1992 The Definitive Simon & Garfunkel
- 1997 Old Friends
- 1999 The Best of Simon and Garfunkel
- 2000 Two Can Dream Alone
- 2000 Tales from New York: The Very Best of Simon & Garfunkel
- 2002 Tom & Jerry
- 2002 The Collection
- 2003 The Essential
- 2003 Before the Fame
- 2006 Paul Simon & Art Garfunkel
- 2008 America: The Simon and Garfunkel Collection

### Trilha-sonora
- 1968 – The Graduate
- 2009 - Watchmen